# Mesembranol
Mesembranol es un alcaloide que se encuentra en  Sceletium tortuosum.